# Bellbridge
Bellbridge (358 habitants) est un hameau du nord de l'État de Victoria en Australie situé à 398 km au nord de Melbourne en bordure du lac Hume. C'est un lieu de villégiature pour les habitants de la région notamment Albury et Wodonga.